# Bausch & Lomb Championships 1993
Il  Bausch & Lomb Championships 1993 è stato un torneo di tennis giocato sulla terra verde. È stata la 14ª edizione del torneo, che fa parte della categoria Tier II nell'ambito del WTA Tour 1993. Si è giocato all'Amelia Island Plantation di Amelia Island negli USA dal 5 all'11 aprile 1993.

## Campionesse

### Singolare
Arantxa Sánchez ha battuto in finale  Gabriela Sabatini con il punteggio di 6–2, 5–7, 6–2

### Doppio
Manuela Maleeva Fragniere /  Leila Meskhi hanno battuto in finale  Amanda Coetzer /  Inés Gorrochategui con il punteggio di 3–6, 6–3, 6–4